# Дирборн Хајтс (Мичиген)
Дирборн Хајтс (енгл. Dearborn Heights) град је у америчкој савезној држави Мичиген. По попису становништва из 2010. у њему је живело 57.774 становника.

## Демографија
Према попису становништва из 2010. у граду је живело 57.774 становника, што је 490 (0,8%) становника мање него 2000. године.
| Група             | 2000.          | 2010.          |
| Белци             | 52.032 (89,3%) | 47.943 (83,0%) |
| Афроамериканци    | 1.236 (2,1%)   | 4.546 (7,9%)   |
| Азијати           | 1.306 (2,2%)   | 999 (1,7%)     |
| Хиспаноамериканци | 1.974 (3,4%)   | 2.712 (4,7%)   |
| Укупно            | 58.264         | 57.774         |